# منزل طبطبائي
منزل طبطبائي هو متحف منزلي تاريخي في كاشان بإيران . تم بناؤه حوالي عام 1880م، في عهد الأسرة القاجارية، لعائلة طبطبائي الثرية. إنه أحد المنازل التاريخية البارزة في كاشان، إلى جانب بيت عباسي، ووبيت بوروجردي، وغيرها.

## هندسة معمارية
صُمم منزل طبطبائي من قبل علي مريم الكاشاني،  الذي صمم لاحقًا منزل بوروجردي كذلك،  والذي رُمم كذلك. تبلغ مساحة المنزل حوالي 5000 متر مربع وتتضمن 40 غرفة وأربعة أفنية وأربعة طوابق سفلية وثلاث مصدات ريح وحدائق. [بحاجة لمصدر] وهي تتألف من البيروني ("البراني"، والمنطقة العامة)، وانداروني ("الجواني"، والأماكن الخاصة) من معالم العمارة السكنية التقليدية في إيران، ومزينة بنقوش حجرية، وجص، وزجاج ملون.

## معرض

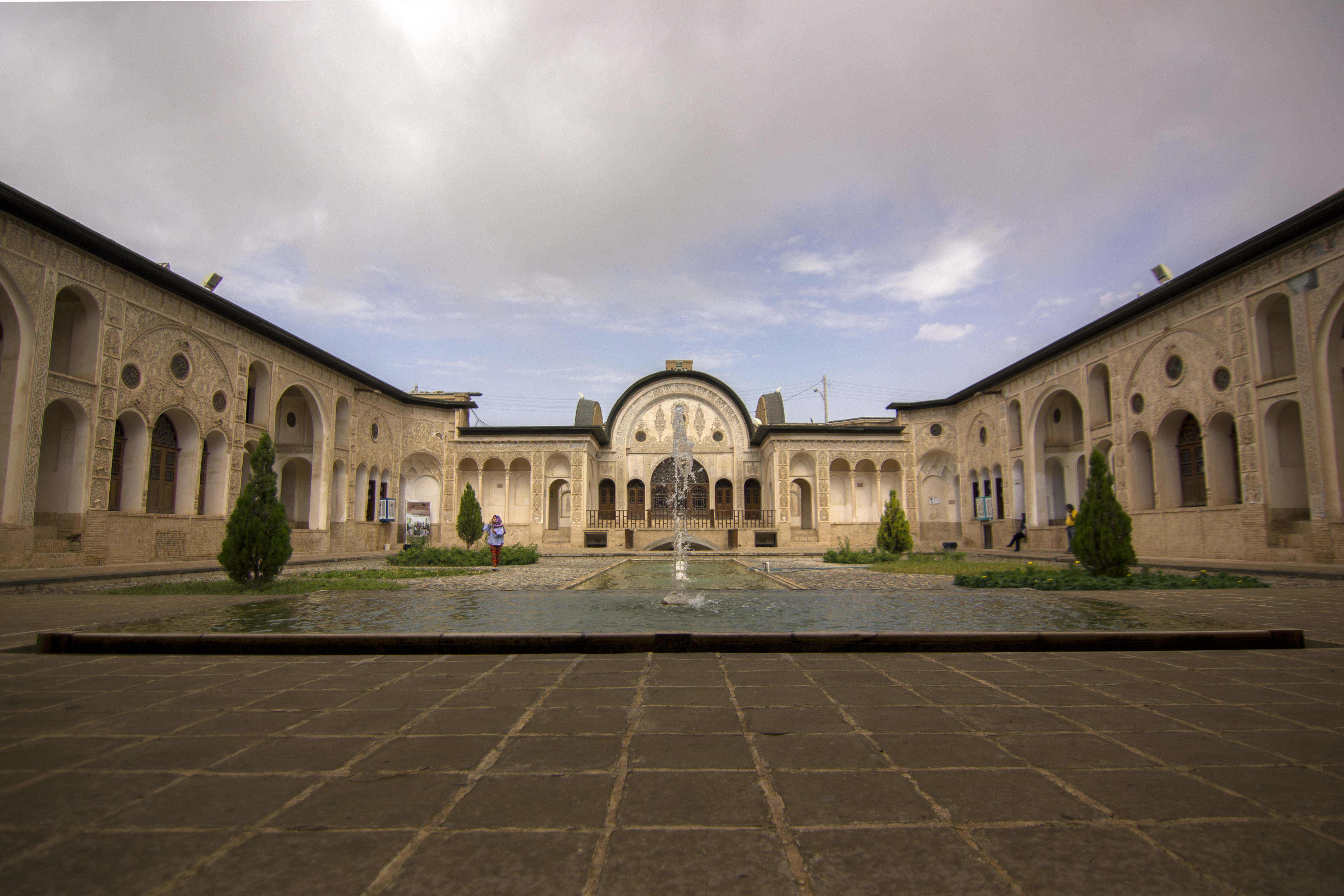
منظر لفناء بيت الطبطبائي.
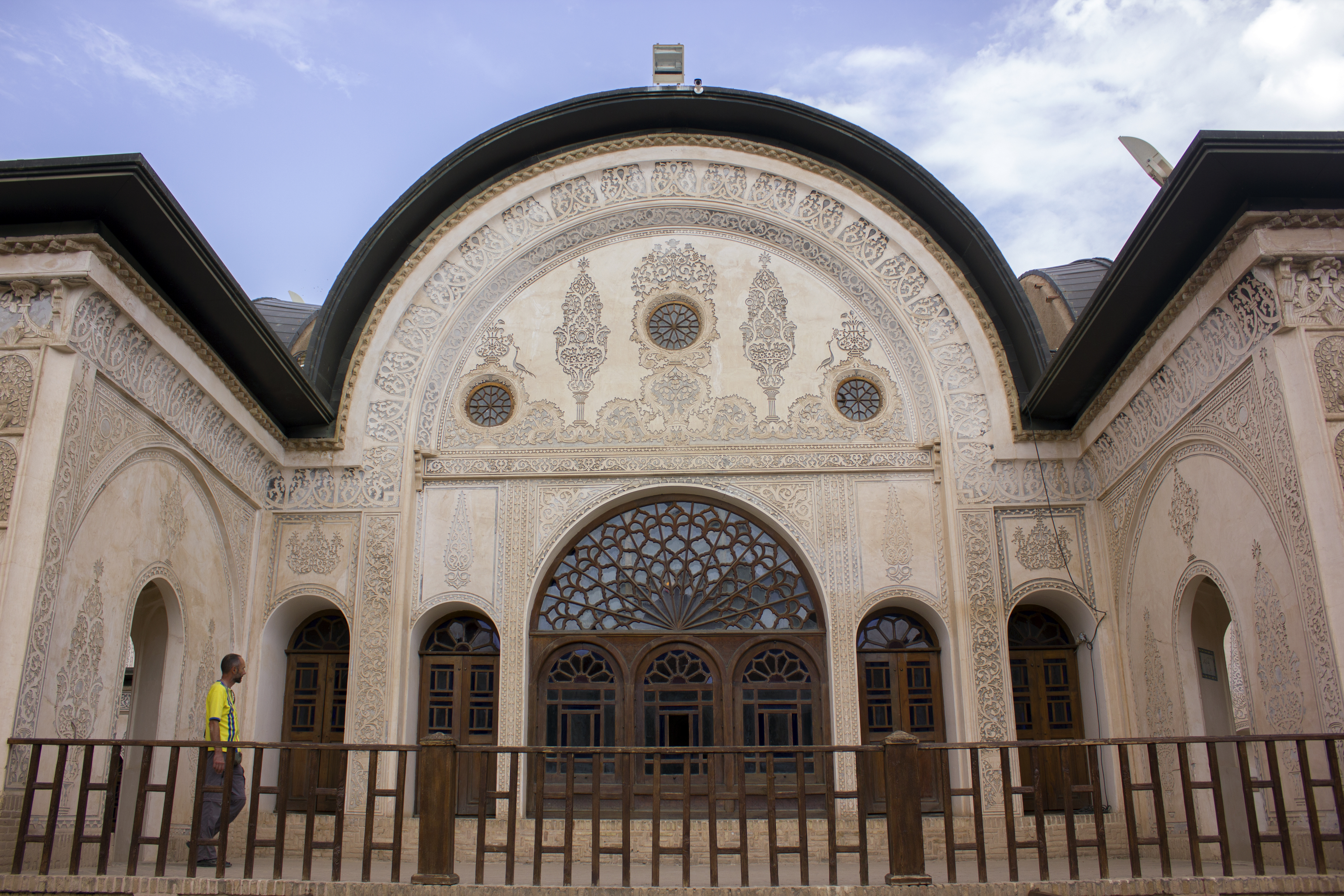
شرفة في بيت الطبطبائي.
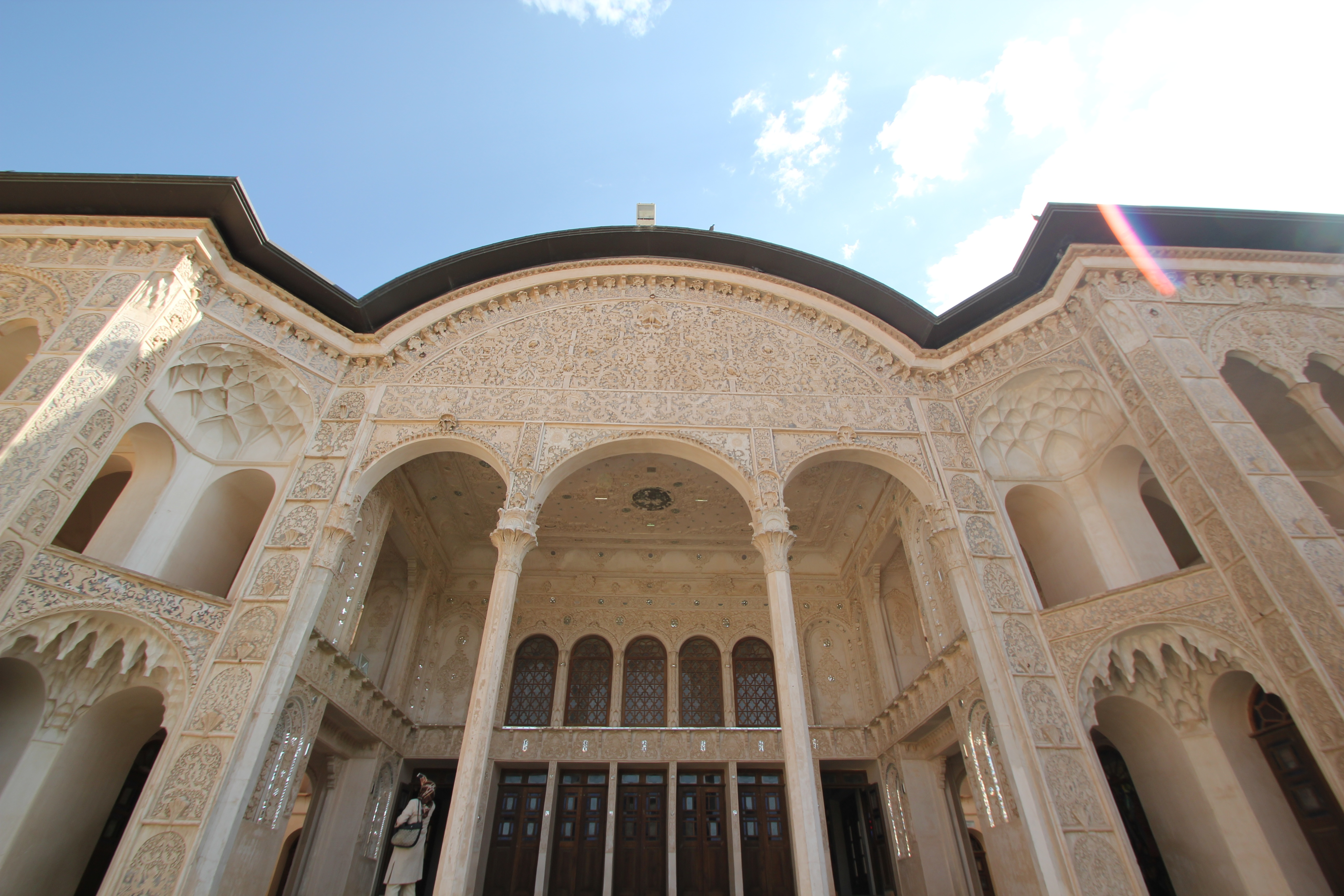
شرفة في بيت االطبطبائي.
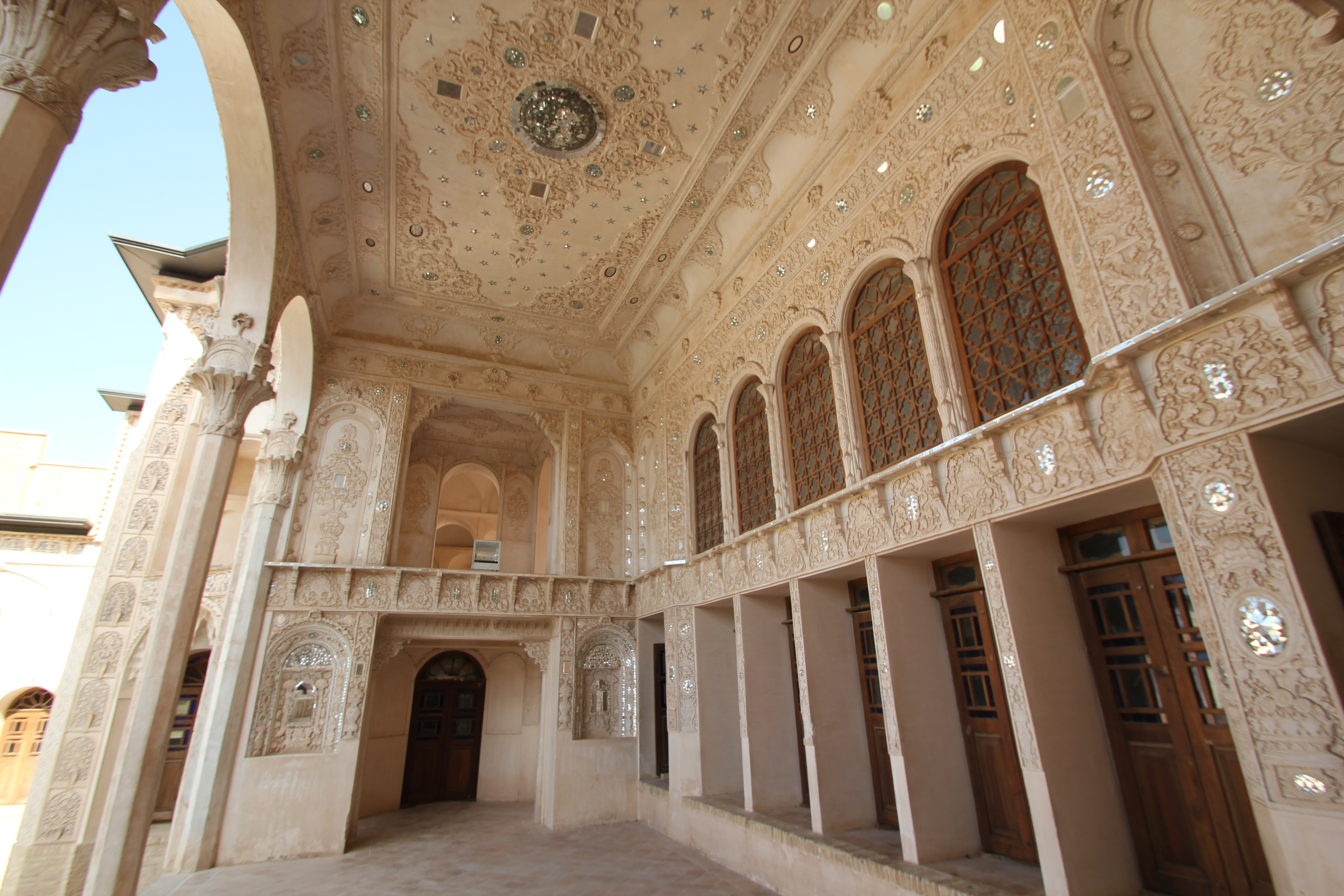
داخل الشرفة في بيت الطبطبائي.
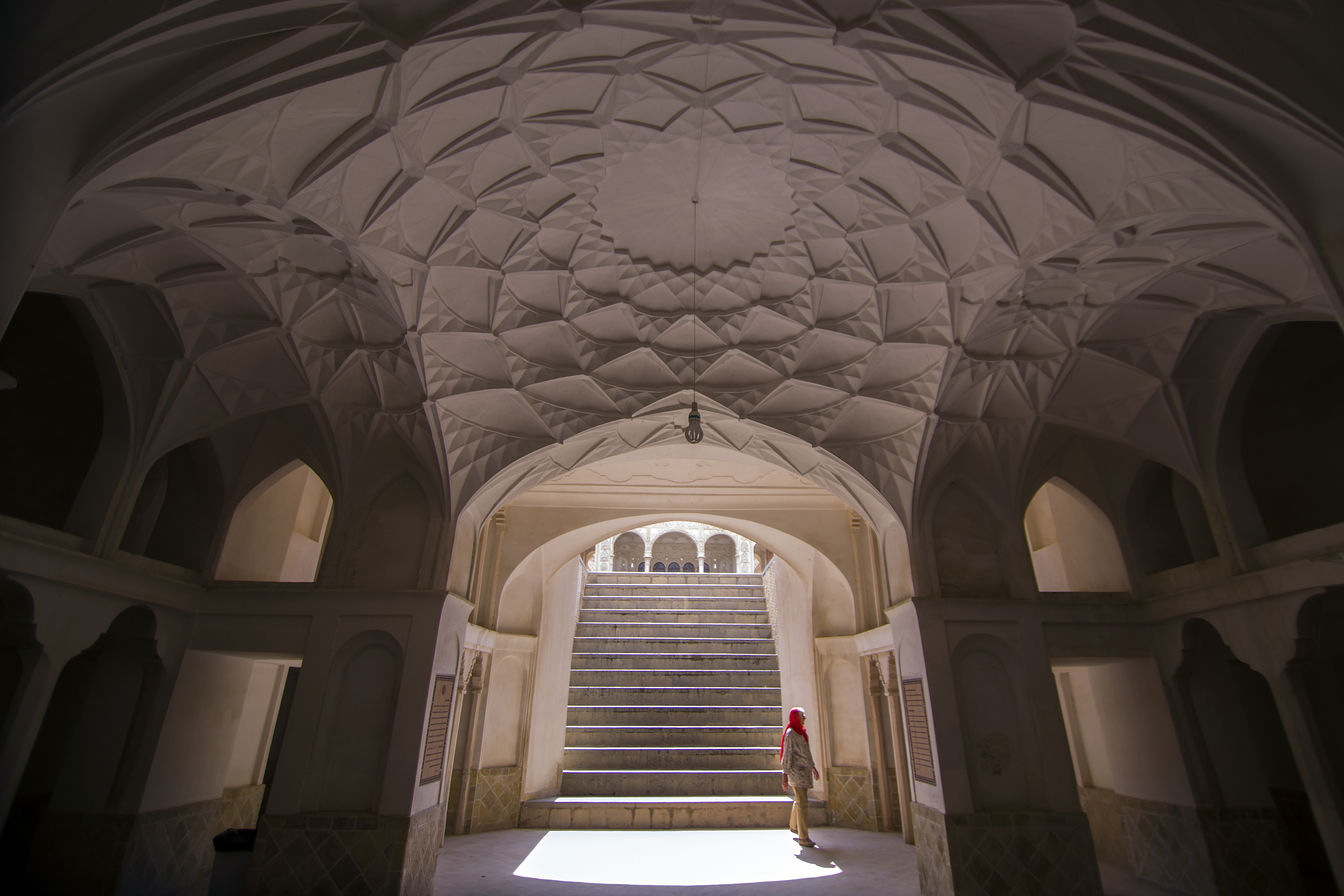
غرفة داخل بيت الطبطبائي.
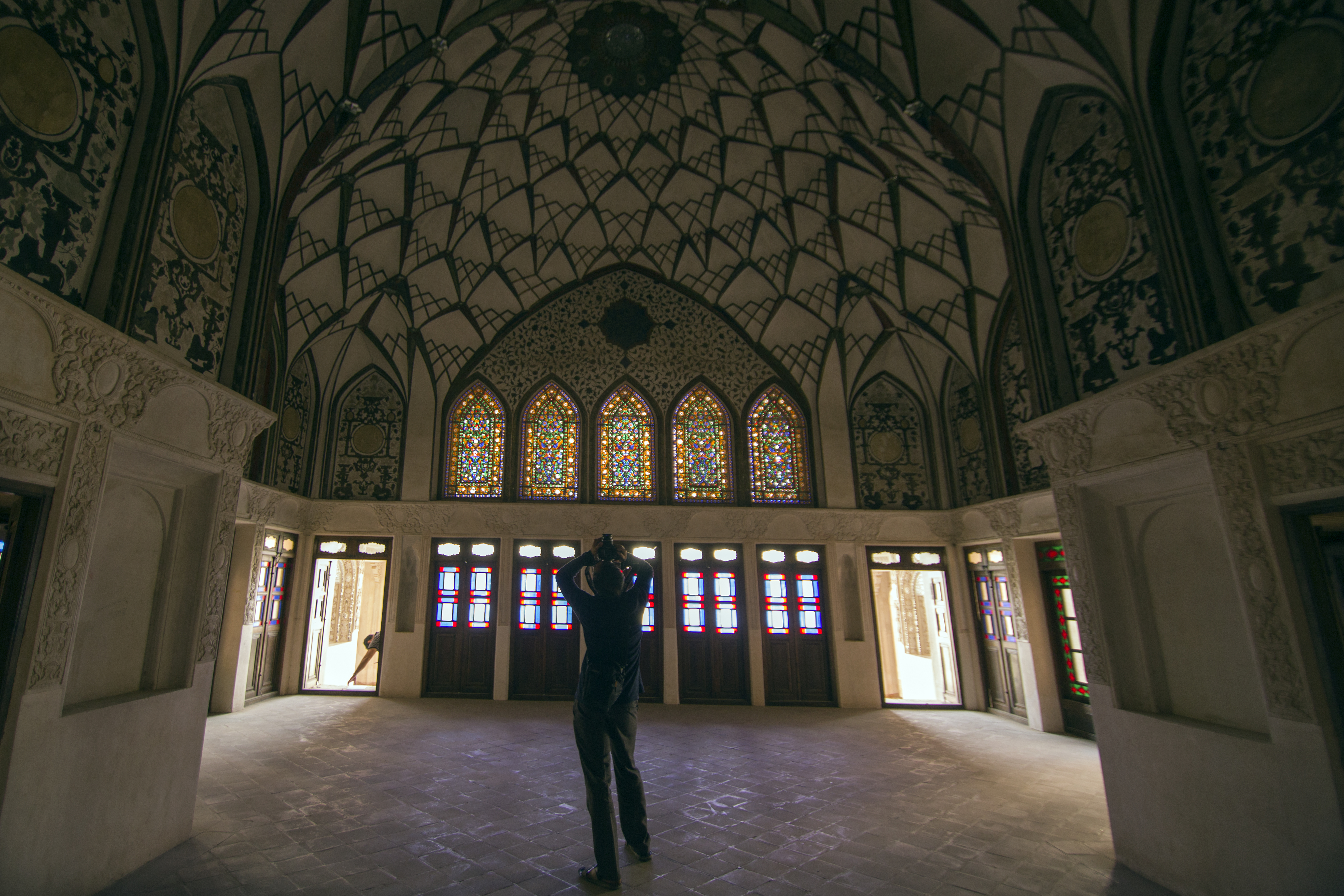
غرفة داخل بيت الطبطبائي.
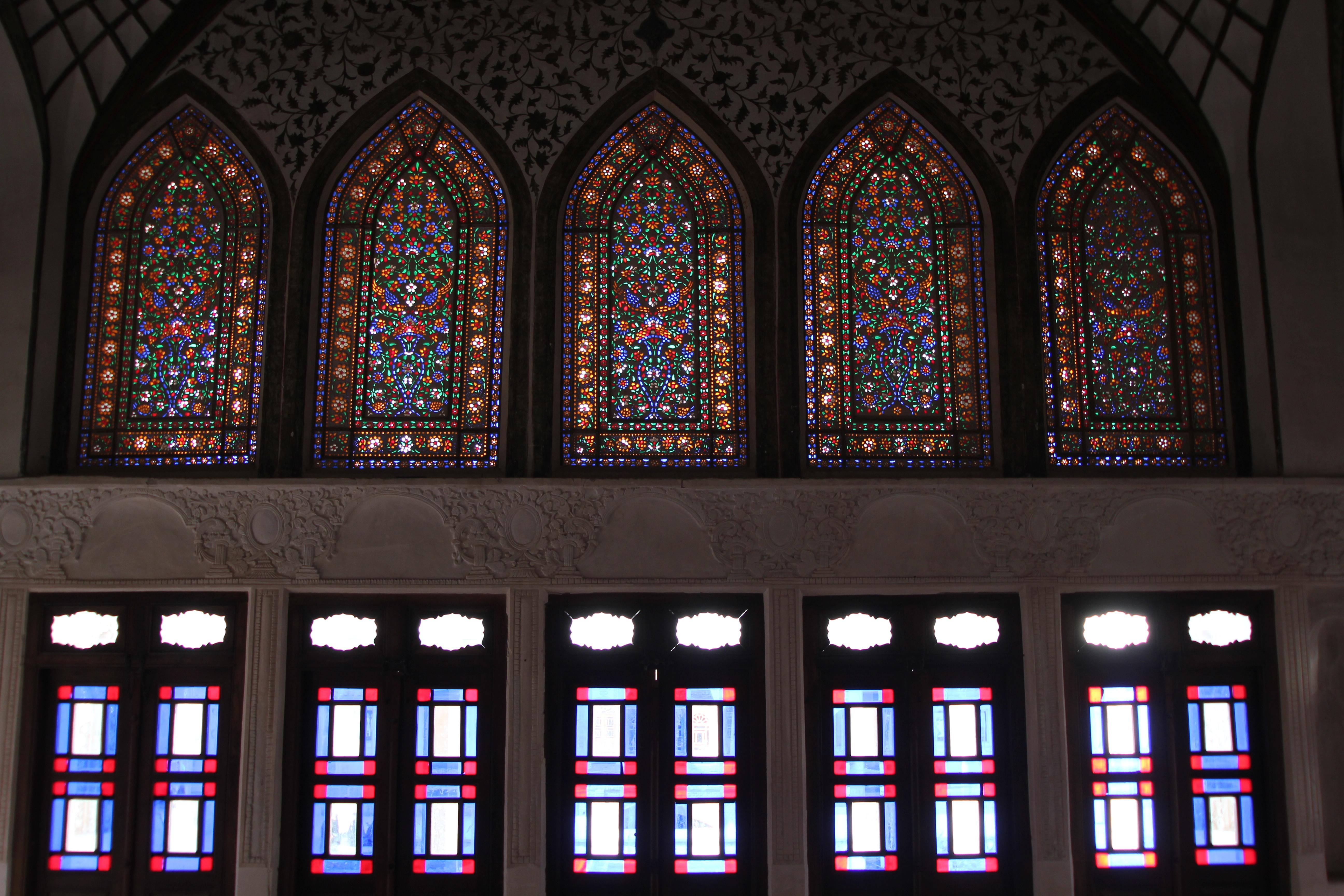
تصميمات من الزجاج الملون الإيراني داخل بيت الطبطبائي.
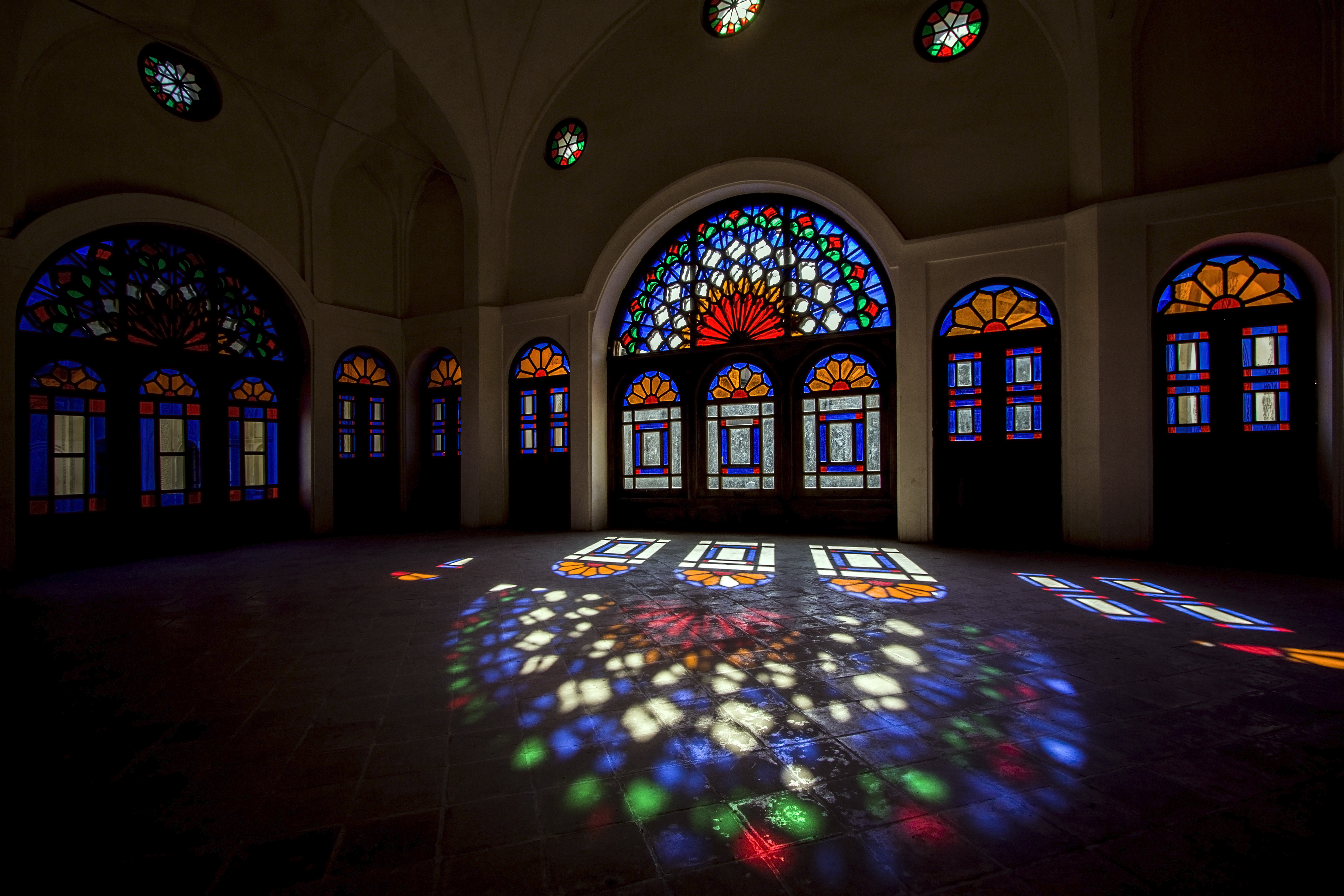
تصميمات من الزجاج الملون الإيراني داخل بيت الطبطبائي.

## روابط خارجية
- "Khan-e Tabatabaei". Lonely Planet. مؤرشف من الأصل في 2019-03-30.